# Estación Bonnement
Bonnement es una parada ferroviaria ubicada en el paraje rural del mismo nombre, en el partido de General Belgrano, Provincia de Buenos Aires, Argentina, en cercanías del río homónimo.

## Servicios
Es una estación intermedia del ramal entre Altamirano y Las Flores.
No presta servicios de pasajeros.
Sus vías están concesionadas a la empresa privada de cargas Ferrosur Roca. Sin embargo, el último tren que corrió por este ramal fue en 2005.